# Ambalamidera Ambohimanana
Ambalamidera Ambohimanana est une commune rurale malgache dans le district d'Isandra, dans la partie centrale de la région Haute Matsiatra.